# Fläckstjärtad nattskärra
Fläckstjärtad nattskärra (Antiurus maculicaudus) är en fågel i familjen nattskärror. Den förekommer i savannartade miljöer från Mexiko till Bolivia och Brasilien. Beståndet anses vara livskraftigt.

## Utseende och läte
Fläckstjärtad nattskärra är en liten medlem av familjen. Fjäderdräkten liknar andra nattskärror, intrikat tecknad i brunt och grått. Denna art kännetecknas av ljusbeige ögonbrynsstreck, en beigefärgad V-formad strimma på ryggen och tydliga fläckar på vingarna. Hanen har lite vitt på stjärtspetsen. vilket honan saknar. Sången är ljus och insektsliknande.

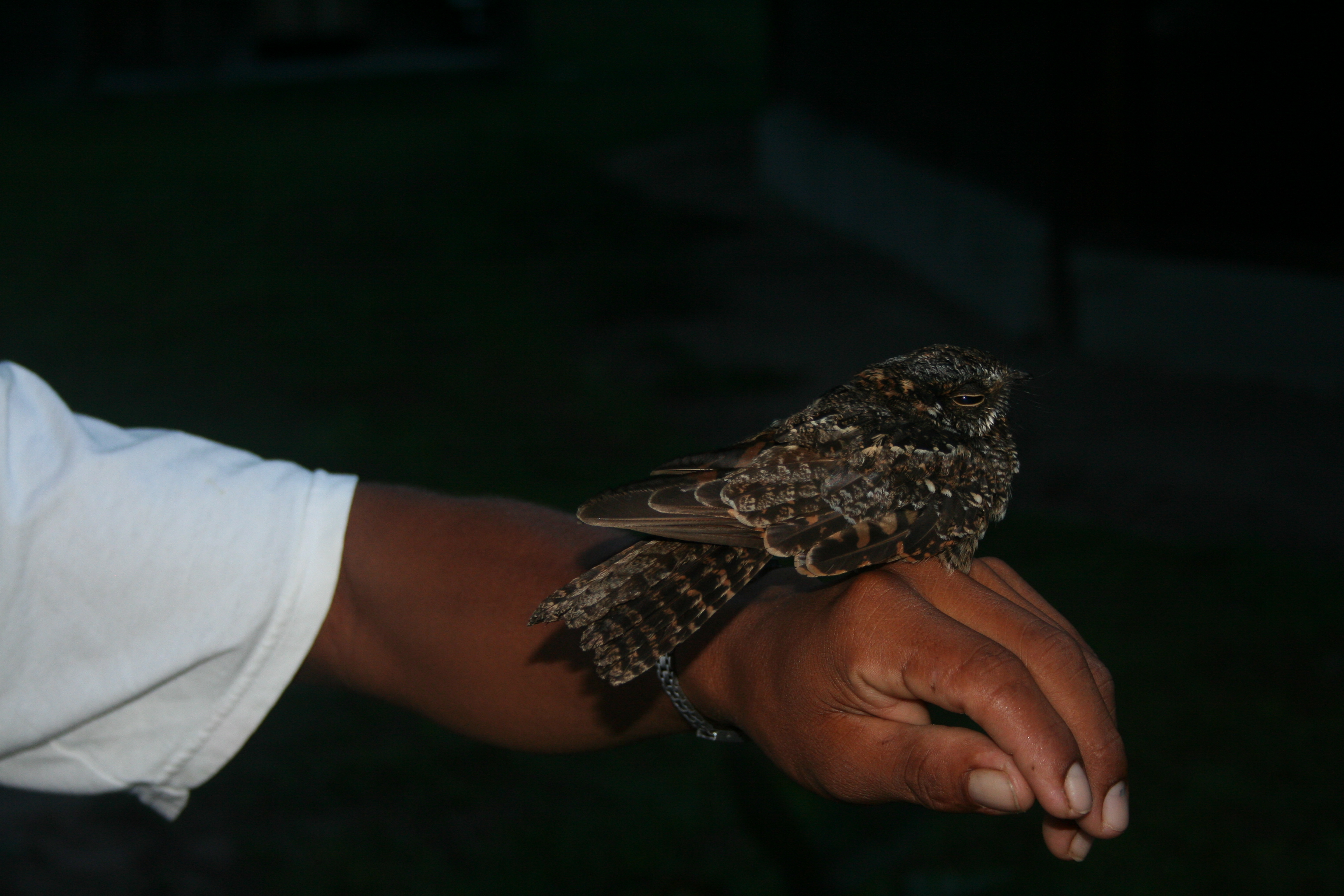

## Utbredning och systematik
Fågeln förekommer lokalt från sydöstra Mexiko till norra Bolivia, östra Paraguay och sydöstra Brasilien. Den behandlas som monotypisk, det vill säga att den inte delas in i några underarter.

### Släktestillhörighet
Tidigare placerades den i det stora släktet Caprimulgus, men DNA-studier visar att den är närmare släkt med nattskärrorna i bland annat Hydropsalis och Nyctidromus. Interrimt placerades den i släktet Hydropsalis, men utgör en isolerad utvecklingslinje och har sedermera lyfts ut till ett eget släkte, Antiurus.

## Levnadssätt
Fläckstjärtad nattskärra hittas i savann och gräsmarker med spridda buskar och småpalmer. Nattetid kan den ses intill lugna vägar och stigar. Liksom andra nattskärror lyser ögonen i bärnstensrött när den utsätts för ljus. Dagtid vilar den dold på marken.

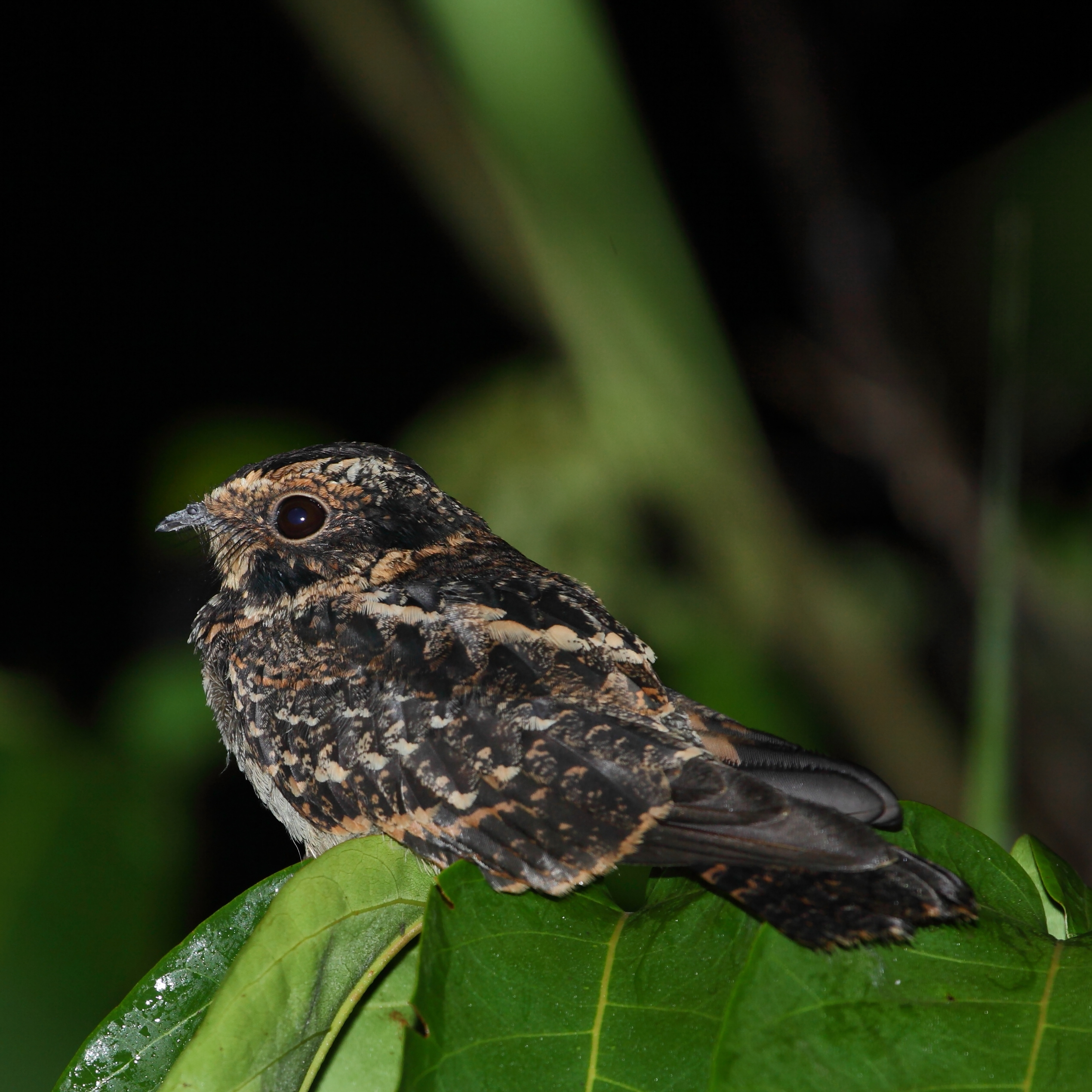

## Status
Arten har ett stort utbredningsområde och beståndet anses stabilt. Internationella naturvårdsunionen IUCN listar den därför som livskraftig (LC). Beståndet uppskattas till i storleksordningen 50 000 till en halv miljon vuxna individer.